# 種差海岸站

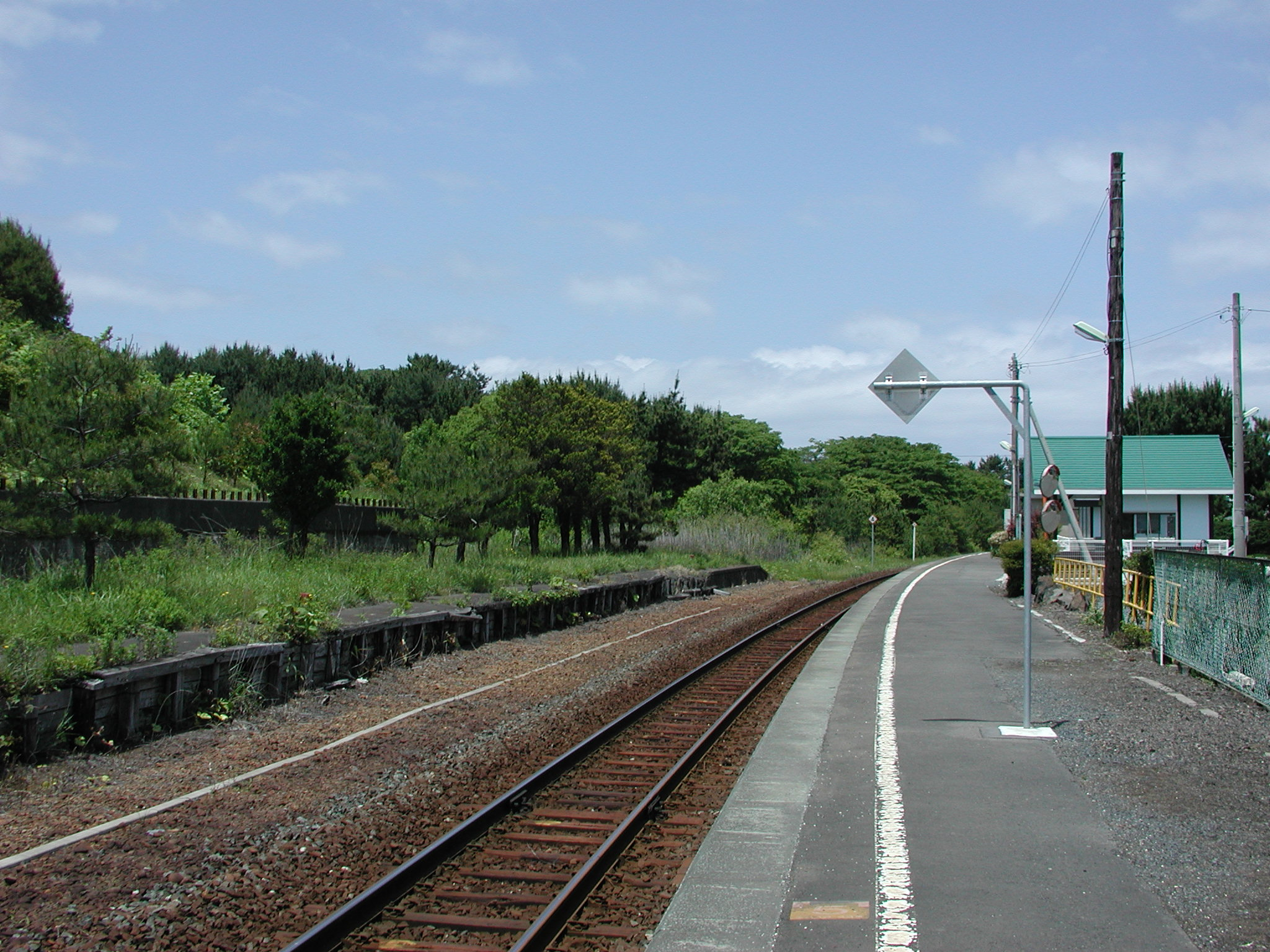
月台（2008年6月）

種差海岸站（日语：／ Tanesashikaigan eki */?）是位於青森縣八戶市大字鮫町，屬於東日本旅客鐵道（JR東日本）的八戶線車站。
隨著東北新幹線延伸至八戶，為了吸引遊客前往種差海岸，因此站名從種差站改名現時的名稱。而在改名的費用中，部分由Universe等當地企業負擔。

## 歷史
- 1924年（大正13年）11月10日：八戶線 本八戶至種市之間開通，此站啟用。當時車站名為種差站（日语：／）[1]。
- 1962年（昭和37年）3月1日：結束貨物起卸業務。
- 1982年（昭和57年）11月16日：撒走列車交會設備，同時成為無人車站，由鮫站長管理此站。
- 1987年（昭和62年）4月1日：伴隨國鐵分割民營化，車站由東日本旅客鐵道（JR東日本）營運[2][1]。
- 2002年（平成14年）12月1日：車站改名為種差海岸站[1][3]。
- 2005年（平成17年）12月10日：隨著廢除鮫站站長、助理，此站由本八戶站長管理。
- 2015年（平成27年）12月1日：隨著本八戶站成為業務委託車站，廢除本八戶站站長、助理，此站由八戶站長管理。

## 車站構造
此站是地面車站，設有1面1線的單式月台。曾經此站設有2面3線的月台。
此站是由八戶站管理的無人車站。車站大樓內只有簡單的候車室和廁所。

## 車站周邊
- 八戶警署（日语：八戸警察署）種差駐在所
- 種差郵局
- 種差海岸
- 八戶市南濱漁業協同組合（日语：漁業協同組合）
- 八戶市政廳南濱分所（日语：八戸市役所#各支所）
- 熊野神社

## 巴士路線
「種差海岸站」巴士站
- 八戶市營巴士（日语：八戸市営バス）
  - One Coin巴士·海貓號（日语：ワンコインバス・うみねこ号）（季節性服務）鮫方向

「種差海岸通」巴士站
※從車站步行2分鐘，巴士站在海岸通上
- 八戸市營巴士
  - 金浜小學方向
    - [14] 法師濱（種差）
    - [■M15]・[15] 金濱小學前

  - 白濱、砂森、勞災醫院（日语：青森労災病院）通方向
    - [3] 旭丘營業所（日语：八戸市営バス旭ヶ丘営業所）
    - [□C5] 中心街（朔日町）（日语：八戸市中心市街地）（1日只有1班）
    - [20] 鮫（星期六／假日早上只有1班）
    - [35] 市民醫院（日语：八戸市立市民病院）（平日早上只有1班）

## 相鄰車站
東日本旅客鐵道（JR東日本）
■八戶線
陸奧白濱－種差海岸－大久喜

## 注腳
1. 1 2 3 4 5  曾根悟（監修）. 朝日新聞出版分冊百科編集部（編集） , 编. . 週刊朝日百科. 21号 釜石線・山田線・岩泉線・北上線・八戸線. 朝日新聞出版. 2009-12-06: 26 （日语）.
2. ↑  『交通年鑑 昭和63年版』 交通協力會，1988年3月。
3. ↑  . RAIL FAN (鐵道友之會). 2003-03-01, 50 (2): 24.

## 外部連結
- 車站資訊（種差海岸）：東日本旅客鐵道（日語）